# Trois Visages
Pour plus de détails, voir Fiche technique et Distribution.
Trois Visages (en persan : سه رخ, Se rokh) est un film dramatique iranien écrit et réalisé par Jafar Panahi, sorti en 2018. Le film est en sélection officielle au Festival de Cannes 2018 et reçoit le prix du scénario.

## Synopsis
Une actrice iranienne célèbre, Behnaz Jafari, tente de venir en aide à une jeune fille recluse dans un village isolé où les traditions continuent de dicter la vie locale. La jeune fille veut devenir actrice et partir à Téhéran. Elle simule un suicide dont elle envoie une vidéo à Behnaz Jafari. Celle-ci, inquiète, persuade le cinéaste Jafar Panahi de l'accompagner dans ce village situé à la frontière turque. Là ils découvrent un solide mépris contre « les écervelées » qui veulent devenir « saltimbanques », jetant le déshonneur sur leur famille. Une vieille actrice, célèbre autrefois, vit d'ailleurs à l'orée du village dans une cabane misérable. Ainsi sont réunis trois visages féminins du cinéma iranien.

## Fiche technique
- Titre original : سه رخ (Se rokh)
- Titre français : Trois Visages (également typographié 3 Visages)
- Réalisation : Jafar Panahi
- Scénario : Jafar Panahi et Nader Saeivar
- Musique : Kamil Shayan
- Photographie : Amin Jafari
- Montage : Mastaneh Mohajer et Panah Panahi
- Pays de production :  Iran
- Langues originales : persan, azéri et turc
- Format : couleur — 1,85:1 - Dolby Digital
- Genre : drame
- Durée : 100 minutes
- Dates de sortie :
  - France : 12 mai 2018 (Festival de Cannes) ; 6 juin 2018 (sortie nationale)

## Distribution
- Behnaz Jafari : elle-même
- Jafar Panahi : lui-même
- Marziyeh Rezaei : elle-même
- Maedeh Erteghaei : elle-même
- Narges Delaram : la mère

## Sortie

### Festival
Ne pouvant quitter l'Iran jusqu'en 2030, et par conséquent ne pouvant aller à Cannes, Panahi dû se faire représenter par sa famille. Le cinéaste russe Kirill Serebrennikov est aussi dans le même genre de cas cette année.

### Accueil critique
En France, le site Allociné propose une moyenne de 3,9/5 à partir de l'interprétation des critiques de presse recensées.
Les différentes critiques et analyses y voient des références multiples et des hommages à Abbas Kiarostami, décédé en 2016 et dont Panahi fut l'assistant,.
Louis Guichard, pour Télérama, voit dans le film un « plaidoyer pour l'expression artistique, éloge des actrices (trois générations sont représentées) en porte-à-faux avec la condition féminine en Iran » et qui « traite, une fois encore, de l'empêchement et de l'entrave. ».

## Distinctions

### Récompenses
- Festival de Cannes 2018 : Prix du scénario (ex æquo avec Heureux comme Lazzaro)
- Festival international du film d'Antalya 2018 : Orange d'or du meilleur film[7]